# Nédroma
Nédroma o Nedroma (Nadroma en nedromi, Nadruma ندرومة en àrab) és una població d'Algèria, província de Tlemcen, al nord-oest del país prop de la frontera amb el Marroc (45 km) i a 58 km de Tlemcen, en un massís muntanyós anomenat els Traras o Massís de Trara, a la part nord del djebal Fillaoucène (Fillawsen) al peu del coll de Taza, al costat d'un riu i amb abundància de bosc i enfront de la plana de Mezaourou a 17 km de la mar a la qual s'arriba seguint el riu. Es conserven les antigues muralles obra d'Abd-al-Mumin datades el 1160. El 2006 la població s'estimava en 22.000 habitants.

## Història
La regió presenta restes d'habitació neolítica; el 1875 G. Bleicher va descobrir unes destrals de pedra polida a les coves de Boudghène. El 1941, M. Estaunié va trobar a Bab El Qarmadin, un polidor neolític avui al Museu de Tlemcen.
Al segle ix Yakubi esmenta una localitat anomenada al-Fallwsen que devia ser la mateixa Nédroma i que ja havia estat abans domini els idríssides sota Muhammad ibn Sulayman ibn Abd Allah, emir idríssida de Tlemcen que era cosí d'Idris II i nebot d'Idris I, a la primera part del segle ix, però de la que els orígens són desconeguts per manca de documents i exploració arqueològica.
Els almoràvits hi van arribar el 1035. A la segona meitat del segle xi hi van construir una gran mesquita. Al-Bakri esmenta el seu port, Masin i la varietat de productes agrícoles. Cal suposar que va adquirir importància religiosa. La regió de Trara va perdre població perquè el reclutament almoràvit aquí fou especialment important; molts dels nadius de la regió a l'exèrcit almoràvit pertanyien a la tribu Kumya i aquest és el nom que van rebre. El 1094 va néixer a Nédroma o rodalia, al Trara, dins la tribu Kumya, Abd al-Mumin, el futur califa almohade, però no va tenir un paper rellevant sota aquesta dinastia. Al segle xiv va sorgir la dinastia abdalwadita o zayyànida a Tlemcen i Nédroma fou una segona residència dels emirs. Quan Abu Yakub Yusuf va renunciar al tron se li va assignar la ciutat com a residència (1348); llavors hi havia un castell fortificat, la Kasaba, del que encara queden alguns vestigis al sud de la vila. Altres prínceps de la dinastia abdalwadita van residir llargues temporades a Nédroma com per exemple Abu-Hammu II (1359-1389). Abu Taixufín II, fill d'Abu Hammu II, hi va néixer. La lluita entre abdalwadites i merínides va portar al fet que la sobirania de la ciutat canvies algunes vegades de mans.
Al segle xv i posteriors van arribar nombrosos refugiats andalusins. Al final del segle xv amb l'alteració del comerç transsaharià i del comerç per mar que passa a ser interoceànic, Nédroma fou reduïda a l'autarquia i exposada als atacs dels castellans que el 1507 van ocupar el principal port abdalwadita, Orà. Després de l'establiment de la dominació otomana, es va establir una guarnició turca a Nédroma que tenia a representar el beylik de l'oest. Durant tot el període otomà la ciutat va veure un replegament i va patir una constant emigració a ciutats properes o llunyanes. L'establiment de la dominació francesa després del 1830 no va canviar la situació fins al 1865 quan es va obrir la primera escola. El primer metge natiu que va exercir a la regió d'Orània fou de Nédroma (M. Nekkach). L'èxode no obstant no es va aturar i l'emigració va continuar a vegades fins i tot cap a França. La guerra de la independència la va afectar en estar en zona fronterera. Després de la independència el 1962, no ha tingut el mateix creixement que altres zones d'Algèria i l'increment de la població és percentualment inferior. El 1987 tenia 17.175 habitants.
Nedroma fue agregada a la llista indicativa de Patrimoni de la Humanitat de la Unesco el 30 de desembre de 2002 en la categoria Cultural.

## Nota
1. ↑  Enciclopèdia de l'Islam VII, 875; el personatge no està identificat, ja que no correspon a cap emir zayyànida, i l'emir marínida d'aquest nom no vivia en aquesta data; podria tractar-se del marínida Abu-l-Hàssan Alí que va perdre el tron el 1348
2. ↑  Enciclopèdia de l'Islam VII, 876